# Église Notre-Dame-de-l'Assomption de Saint-Denis
Pour les articles homonymes, voir Église Notre-Dame et Notre-Dame-de-l'Assomption.
L'église Notre-Dame-de-l'Assomption est une église catholique de l'île de La Réunion, département d'outre-mer français dans le sud-ouest de l'océan Indien. Située au 44 rue du Général-de-Gaulle à Saint-Denis, le chef-lieu, elle servait autrefois de chapelle au collège de Bourbon voisin. Elle constitue aujourd'hui l'église paroissiale du sud du centre-ville.
Les vitraux de facture contemporaine, créés par le maître verrier Guy Lefèvre, ont été posés en 1979.

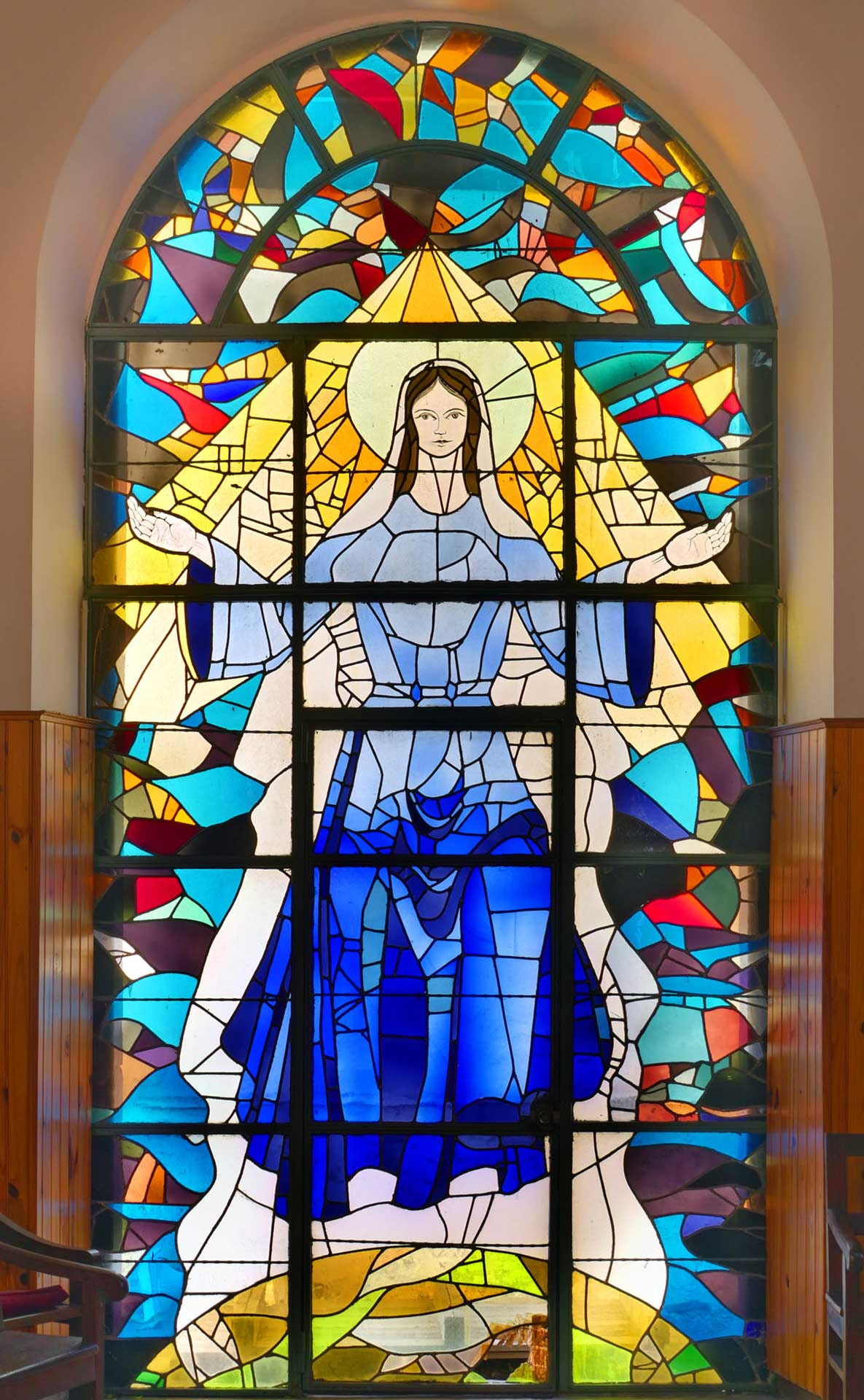
Vitrail de la Vierge dans le chœur de l'église

## Référence
1. ↑  « EGLISE DE L’ASSOMPTION, SAINT-DENIS », sur guylefevre.re